# Antonio Albert
Antonio Albert (Alicante, 1966) es un escritor, periodista y guionista español con trayectoria en los medios de comunicación y las artes escénicas.

## Biografía
Nacido en Alicante, España, Antonio Albert creció en una familia numerosa, siendo el mayor de los varones entre seis hermanos. Desde joven mostró interés por el cine, invirtiendo su paga semanal en asistir a las salas cinematográficas. Cursó estudios en el Liceo Francés de Alicante y posteriormente se trasladó a Madrid para estudiar Ciencias Políticas y Sociología, aunque su inclinación por el cine y los medios de comunicación orientaron su carrera profesional.

## Carrera profesional

### Periodismo y crítica
Antonio Albert inició su carrera como jefe de prensa del festival de cine Imagfic. Posteriormente, trabajó como crítico de cine y televisión en el diario El País entre 1990 y 1998, y colaboró en programas de la Cadena SER como Hoy por Hoy y A vivir que son dos días. Además, fue asesor de programas especiales y juveniles en Canal+, y cofundador de la revista cinematográfica Cinemanía, donde ejerció como director adjunto.

### Televisión
En televisión, Albert presentó en 1993 el programa juvenil de entrevistas ¿Y tú, de qué vas? en La 2 de TVE. También dirigió programas como la versión rumana de Sorpresa, Sorpresa, que alcanzó un 62% de audiencia, y otros espacios en Canal 9, Canal Sur, Antena 3 y Telecinco. Entre 2004 y 2006, dirigió el comité de selección de cortometrajes del Festival de Cine de Málaga.

### Guionismo
Como guionista, participó en las galas de los Premios Goya de 2004 y 2005, en la gala 40 años de TVE, en la serie A tortas con la vida de Antena 3 y en la miniserie Las cerezas del cementerio de TVE, por la cual recibió el Premio Iris a la mejor tvmovie. En cine, coescribió con Juan Luis Iborra la película Enloquecidas (2008), protagonizada por Verónica Forqué, Silvia Abascal y Concha Velasco.

### Teatro
En el ámbito teatral, Antonio Albert es autor de obras como Mentiras, incienso y mirra, Historias de un karaoke, A vueltas con la vida, Sofocos+ y Sofocos Plus. También ha adaptado al español las obras Confidences trop intimes y That old lady. En 2012, estrenó la obra Duermevela, que escribió y dirigió, protagonizada por Jesús Cabrero y Jorge Toledo.

## Reconocimientos
Antonio Albert es miembro fundador de la Academia de las Artes Escénicas de España.